# سیات مالگا
سیات مالگا (SEAT Málaga) خودرویی است که در سال‌های ۱۹۸۵ تا ۱۹۹۲در اسپانیا تولید شده‌است. 
این خودرو در کلاس خودرو کامپکت قرار گرفته، است. 